# Baon
Baon ist eine französische Gemeinde mit 62 Einwohnern (Stand 1. Januar 2022) im Département Yonne in der Region Bourgogne-Franche-Comté. Sie gehört zum Kanton Tonnerrois und zum Arrondissement Avallon.

## Lage
Baon liegt am gleichnamigen Flüsschen Baon, das oberhalb des Ortes auch Ruisseau des Froides Fontaines genannt wird.
Nachbargemeinden sind Rugny im Norden, Cruzy-le-Châtel im Osten, Pimelles im Südosten und Tanlay im Südwesten.

## Bevölkerungsentwicklung
| Jahr      | 1962 | 1968 | 1975 | 1982 | 1990 | 1999 | 2008 | 2015 |
| --------- | ---- | ---- | ---- | ---- | ---- | ---- | ---- | ---- |
| Einwohner | 91   | 84   | 60   | 57   | 43   | 67   | 83   | 79   |